# دوتایی (زبان‌شناسی)
در ریشه‌شناسی، دو یا چند کلمه در یک زبان زمانی که دارای شکل‌های واجی متفاوت اما ریشه ریشه‌شناختی یکسانی باشند، دوتایی (به انگلیسی: Doublet) یا دوقلوهای ریشه‌شناختی (etymological twins) یا دوقلوها (twinlings) (یا احتمالاً سه‌قلو و غیره) نامیده می‌شوند. اغلب، اما نه همیشه، واژه‌ها از مسیرهای مختلف وارد زبان می‌شدند. با توجه به اینکه خویشاوندی بین واژه‌هایی که ریشه و معنی یکسان دارند کاملاً آشکار است، این اصطلاح بیشتر برای توصیف جفت واژه‌هایی بهره‌گیری می‌شود که حداقل تا حدودی از نظر معنایی با هم تفاوت دارند. به عنوان مثال، انگلیسی pyre و fire دوتایی هستند که صرفاً معانی مرتبط دارند، برخلاف اینکه هر دو در نهایت از یک کلمه نیا-هندواروپایی (PIE) * péh₂ur سرچشمه می‌گیرند.
| کلمات انگلیسی از فرانسوی | کلمات انگلیسی از فرانسوی           |
| از نورمن فرانسوی         | از فرانسوی استاندارد قدیمی یا مدرن |
| ------------------------ | ---------------------------------- |
| ماشین                    | ارابه                              |
| قلعه                     | قلعه                               |
| گرفتن                    | تعقیب                              |
| گاو                      | چت                                 |
| انتقال                   | کاروان                             |
| چسباندن                  | پاته                               |
| جشن                      | جشن                                |
| خوابگاه                  | هتل                                |
| جیب                      | کیسه                               |
| جایزه                    | توجه                               |
| ولوپ کردن                | تاختن                              |
| نگهبان                   | نگهبان                             |
| جا رختی                  | گاردروب                            |
| ضمانتنامه                | ضمانت                              |
| نیرنگ، حیله‌گر            | نیرنگ                              |